# Conversión de coordenadas ecuatoriales a coordenadas horarias
Se trata de convertir coordenadas celestes de un tipo en otro.
Como la declinación es común a ambos sistemas se trata de hallar una relación entre la ascensión recta A de las coordenadas ecuatoriales y el ángulo horario H de las coordenadas horarias. El sistema de coordenadas ecuatoriales no es un Sistema de coordenadas local por lo que la coordenada ascensión recta no cambia para los distintos observadores; el sistema de Coordenadas horarias sí es un Sistema local por lo que la coordenada ángulo horario cambia para los distintos observadores.

## Las fórmulas

Relación entre el Tiempo sidéreo local, ángulo horario y ascensión recta.

El tiempo sidéreo local (Tsl o {\displaystyle \Theta _{m}(th,\lambda )\,}) o la hora sidérea local es el ángulo horario que forma el punto Aries con el meridiano del observador. 
La fórmula para convertir las coordenadas ecuatoriales en coordenadas horarias es:
- {\displaystyle TSL=\Theta _{m}(th,\lambda )=H+\alpha \,}

donde TSL es el tiempo sidéreo local, {\displaystyle \alpha } es la ascensión recta de un astro y {\displaystyle H} es el ángulo horario de dicho astro.
Para convertir coordenadas horarias en coordenadas ecuatoriales basta con calcular la ascensión recta {\displaystyle \alpha } dado el ángulo horario {\displaystyle H}.

## Tiempo sidéreo de Greenwich
Como caso particular para Greenwich se establece el tiempo sidéreo de Greenwich, de gran importancia en Astronomía: ángulo horario del equinoccio vernal en el meridiano de Greenwich. Una magnitud que está tabulada en todos los Anuarios de Astronomía es el Tiempo sidéreo medio en Greenwich a 0h de T.U. {\displaystyle \Theta _{m}(0h,Gr)\,} y que se puede calcular mediante la expresión:
- {\displaystyle \Theta _{m}(0h,Gr)=6h38m45,836s+8640184,542s\cdot T+0,0929s\cdot T^{2}}

donde {\displaystyle T\,} es el número de siglos julianos de 36525 días medios transcurridos a medianoche de Greenwich desde el mediodía medio en Greenwich de 31 de diciembre de 1899.
Una vez hecho el cálculo se transforma a la primera vuelta en el rango 0-24 horas.

## El cálculo
Necesitamos el instante en fecha y Tiempo Universal Coordinado (TUC) de la observación y su longitud geográfica.
Parecería en este caso sencillo, sin embargo es bastante complicado:
1) Calcular la Fecha juliana
2) Calcular {\displaystyle T\,} es el número de siglos julianos de 36525 días medios transcurridos a medianoche de Greenwich desde el mediodía medio en Greenwich de 31 de diciembre de 1899.
3) Calcular el Tiempo sidéreo medio en Greenwich a 0h de T.U.
4) Calcular el tiempo sidéreo de Greenwich a una hora t de T.U. se transforma el intervalo de tiempo medio t en tiempo sidéreo.
- {\displaystyle \Theta _{m}(th,Gr)=\Theta _{m}(0h,Gr)+t\cdot 1,00273790935\,}.

5) Calcular el tiempo sidéreo local TSL en un lugar de longitud geográfica {\displaystyle \lambda \,} a una hora t de T.U. basta con sumar la longitud (transformada en intervalo de tiempo) y positiva al este de Greenwich.
- {\displaystyle TSL=\Theta _{m}(th,\lambda )=\Theta _{m}(th,Gr)+\lambda \,}

6) El ángulo horario se calcula restando {\displaystyle H=TSL-\alpha \,}

## Un applet en Java-Script
Un script de Java que hace esto es:
```
<SCRIPT LANGUAGE="JavaScript">
<!-- hide this script tag's contents from old browsers
function compute(form) {
    AH=eval(form.arh.value)
    AM=eval(form.arm.value)
    AS=eval(form.ars.value)
    DG=eval(form.dcg.value)
    DM=eval(form.dcm.value)
    DS=eval(form.dcs.value)
    DD=eval(form.nday.value)
    MN=eval(form.nmonth.value)
    YR=eval(form.nyear.value)
    TH=eval(form.th.value)
    TM=eval(form.tm.value)
    TS=eval(form.ts.value)
    LG=eval(form.lg.value)
    LM=eval(form.lm.value)
    LS=eval(form.ls.value)
    BG=eval(form.bg.value)
    BM=eval(form.bm.value)
    BS=eval(form.bs.value)
    with (Math) { 
	<!--Datos entrada-->
	RA=AH+AM/60+AS/3600
	<!--Declinación-->
        DC=DG+DM/60+DS/3600
	<!--latitud-->
	LT=BG+BM/60+BS/3600
	<!--longitud-->
	LG=LG+LM/60+LS/3600
	<!--fecha juliana-->
	HR = TH + TM / 60+TS/3600;
	DD=DD+HR/24
	DY = floor(DD)
	if (MN<3) {
		YR = YR - 1;
		MN = MN + 12;
		}
	if (YR + MN / 100 + DY / 10000 >= 1582.1015)  {
		GR =2-floor(YR/100)+floor(floor(YR/100)/4)
		} else {
			GR = 0
			}
	JD=floor(365.25* YR)+floor(30.6001*(MN+1))+DY+1720994.5+GR  
	T=(JD- 2415020)/36525
	SS= 6.6460656 + 2400.051*T +0.00002581*T*T
	<!--tiempo sidereo a 0h Greenwich-->
	ST =(SS/24-floor(SS/24))*24
	<!--convertir tiempo sidereo a 0h Greenwich a hms-->
 	GSTH=floor(ST);
	GSTM=floor((ST - floor(ST)) * 60)
	GSTS=((ST -floor(ST)) * 60 - GSTM) * 60
	<!--Tiempo sidereo local-->
	SA=ST+(DD-floor(DD))*24*1.002737908
	SA=SA+LG/15
	if (SA<0) {
		SA=SA+24
		}
	if (SA>24) {
		SA=SA-24
		}
        <!--conversion a hms del Tiempo sidereo local-->
	TSH=floor(SA);
	TSM=floor((SA - floor(SA)) * 60)
	TSS=((SA -floor(SA)) * 60 - TSM) * 60
	<!--Angulo horario-->
        H=SA-RA
	if (H < 0) {
		H = H + 24
		}
	<!--conversion a hms del a. horario -->
	HH=floor(H);
	HM=floor((H - floor(H)) * 60)
	HS=((H -floor(H)) * 60 - HM) * 60
		
    }
    form.tsid.value =ST;
    form.tsidh.value =GSTH;
    form.tsidm.value =GSTM;
    form.tsids.value =GSTS;
    form.tsl.value =SA;
    form.tsh.value =TSH;
    form.tsm.value =TSM;
    form.tss.value =TSS;
    form.horario.value=H;
    form.hh.value =HH;
    form.hm.value =HM;
    form.hs.value =HS;
         
}
// done hiding from old browsers -->
</SCRIPT>

```

- La latitud geográfica aunque se pida en el applet, no se utiliza.